# Hovedserien 1938/39
Die Saison 1938/39 war die fünfte Spielzeit der Hovedserien, der höchsten norwegischen Eishockeyspielklasse. Meister wurde zum insgesamt dritten Mal in der Vereinsgeschichte Grane SK.

## Modus
In der Hauptrunde wurde die Liga in zwei Gruppen mit jeweils vier Mannschaften aufgeteilt. In der Hauptrunde absolvierte jede der Mannschaften insgesamt sechs Spiele. Die beiden Gruppensieger qualifizierten sich für das Meisterschaftsfinale. Für einen Sieg erhielt jede Mannschaft zwei Punkte, bei einem Unentschieden gab es ein Punkt und bei einer Niederlage null Punkte.

## Hauptrunde

### Gruppe West
|    | Klub                         | Sp | S | U | N | Tore | Punkte |
| -- | ---------------------------- | -- | - | - | - | ---- | ------ |
| 1. | Grane SK                     | 6  | 6 | 0 | 0 | 14:2 | 12     |
| 2. | Holmen Hockey                | 6  | 3 | 0 | 3 | 6:5  | 6      |
| 3. | B.14                         | 6  | 3 | 0 | 3 | 5:7  | 6      |
| 4. | Ski- og Fotballklubben Trygg | 6  | 0 | 0 | 6 | 3:14 | 0      |

Sp = Spiele, S = Siege, U = unentschieden, N = Niederlagen, OTS = Overtime-Siege, OTN = Overtime-Niederlage, SOS = Penalty-Siege, SON = Penalty-Niederlage

### Gruppe Ost
|    | Klub             | Sp | S | U | N | Tore | Punkte |
| -- | ---------------- | -- | - | - | - | ---- | ------ |
| 1. | Hasle-Løren IL   | 6  | 3 | 3 | 0 | 8:0  | 9      |
| 2. | Furuset Ishockey | 6  | 2 | 2 | 2 | 8:9  | 6      |
| 3. | SK Strong        | 6  | 1 | 3 | 2 | 8:8  | 5      |
| 4. | SK Forward       | 6  | 0 | 4 | 2 | 4:11 | 4      |

Sp = Spiele, S = Siege, U = unentschieden, N = Niederlagen, OTS = Overtime-Siege, OTN = Overtime-Niederlage, SOS = Penalty-Siege, SON = Penalty-Niederlage

## Finale
- Grane SK – Hasle-Løren IL 1:0